# Serginho Schiochet
Sérgio Luís Schiochet (Piratuba, 27 de outubro de 1960) é um treinador e ex-jogador de futsal brasileiro. Atualmente, treina a equipe do Marreco. Como jogador, foi campeão do mundo com a Seleção Brasileira de Futsal em 1992.